# Uanle Uen
Uanle Uen (in somalo Wanlaweyn) è una città della Somalia con circa 23.00 abitanti nella regione del Basso Scebeli, è capoluogo della provincia omonima.